# A Manhã do Mundo
A Manhã do Mundo é um romance de estreia do escritor português Pedro Guilherme-Moreira.
Foi lançado em Maio de 2011 pelas Publicações Dom Quixote.

## Lançamento

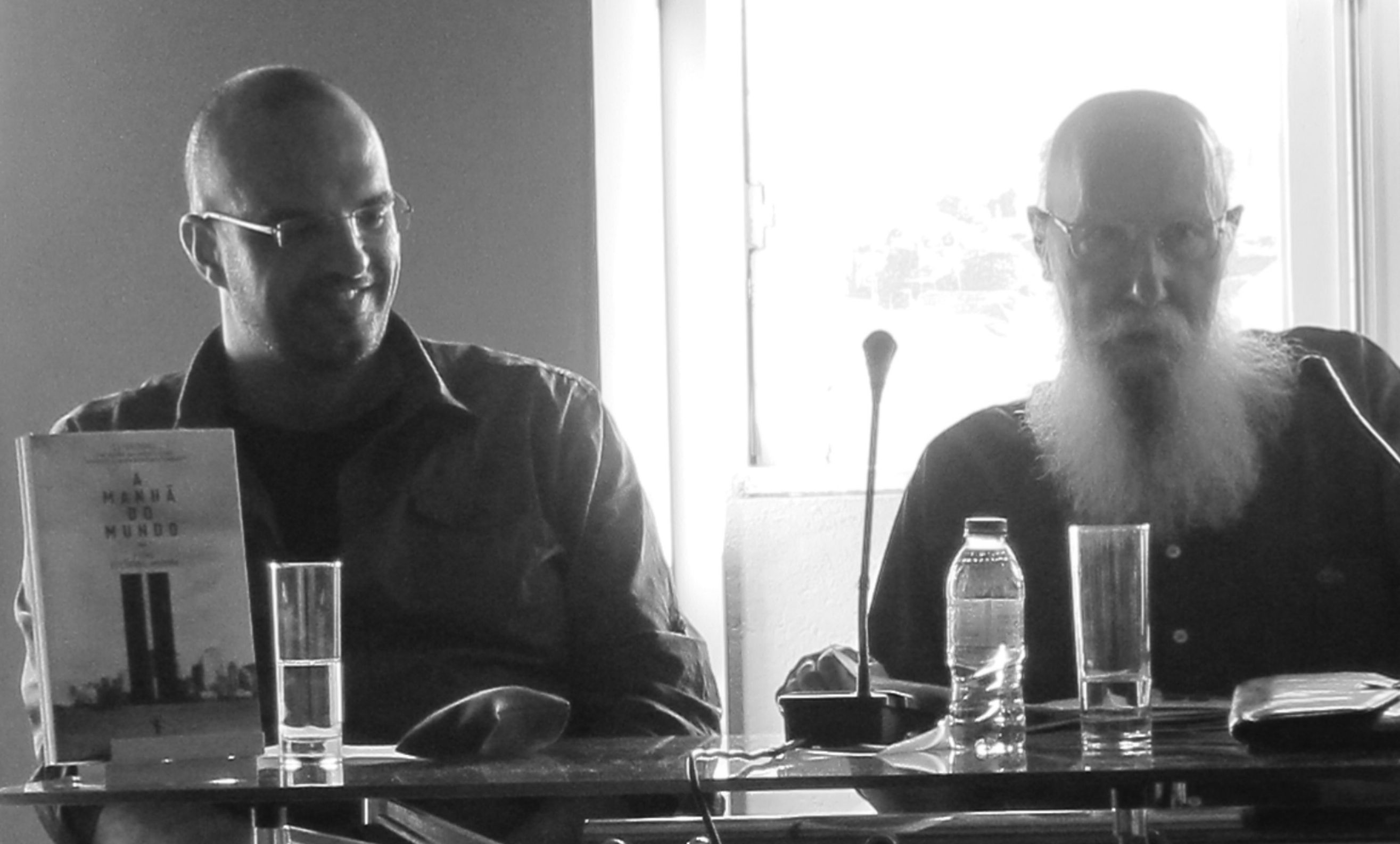
O autor e Prof. Pinto da Costa no lançamento, no Porto, em Julho de 2011.

O lançamento na cidade natal do autor, aconteceu no Clube Literário do Porto, a 10 de Julho, com a apresentação a cargo do Prof. Pinto da Costa.

## Sinopse
"11/09/2001. E se alguém que assistiu a tudo pudesse, de repente, acordar a tempo de evitar a tragédia?". Esta é questão que, na capa, apresenta este romance.
Na base, esta é uma história de cinco pessoas, Thea, Mark, Millard, Alice e Solomon, que saltaram das Torres Gémeas no dia 11 de Setembro de 2001. É ainda a história de Ayda, que os chama de cobardes, e do seu marido. Agora "imaginem que, no dia 13 de Setembro, o Universo repõe o dia 11 para alguns deles".